# دووگوشودوو
دووگوشودوو (به لهستانی:  Długosiodło) یک روستا در لهستان است که در گمینا دووگوشودوو واقع شده‌است. دووگوشودوو ۲٬۰۲۰ نفر جمعیت دارد.